# シン・コーポレーション

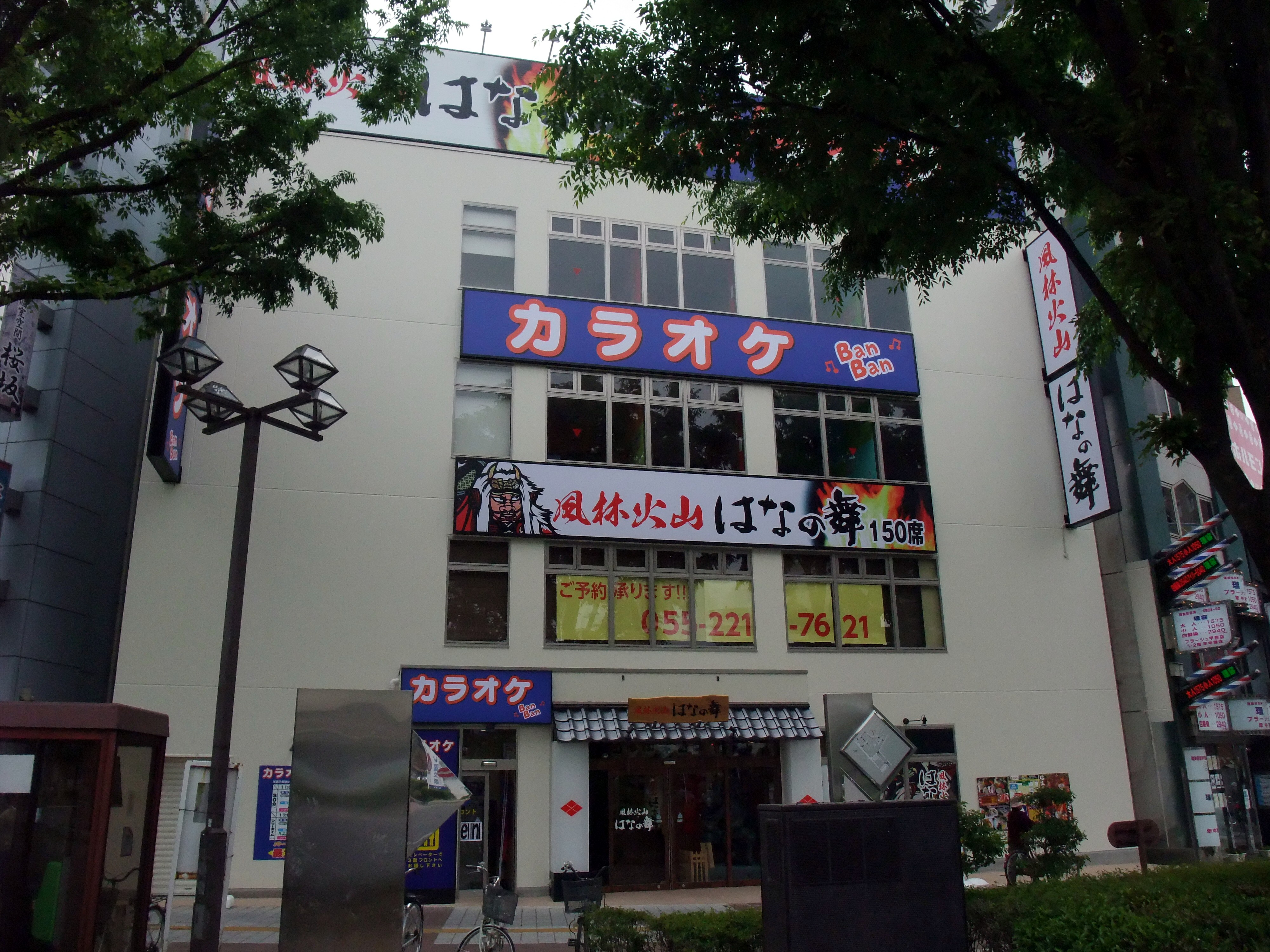
カラオケBanBan 甲府駅前店（山梨県甲府市）

株式会社シン・コーポレーションは、東京都港区東新橋（汐留）に本社を置き、カラオケボックスなどのアミューズメント事業を行う日本の企業。GENDA（ジェンダ）の子会社。格安カラオケボックスチェーン「カラオケBanBan（カラオケバンバン）」の運営を中心事業とする。フランチャイズ制は採らず、全店舗を直営店として展開している。

## 概要
日本全国各地で「カラオケBanBan」をチェーン展開する。そのほか、ダーツ・ビリヤード等の遊戯施設「Point（ポイント）」、インドアゴルフスクール「ARROWS」（埼玉県東松山市）、パン店や居酒屋などの飲食店を運営する。子会社として株式会社イーアールスポーツがあり、ダーツ・ビリヤード用品等の販売を行う。
かつてはインターネットカフェ「ESPACIO」を茨城県・埼玉県・千葉県・東京都・兵庫県の5府県で展開していたが、2020年11月4日をもって全店舗閉店となった。子会社のイーアールスポーツも、アミューズメントカフェ「キャノンボール」を千葉県・東京都に4店展開していた。アミューズメントカフェ「キャノンボール」は、2022年4月より全店が「カラオケBanBan」へ業態転換し、シン・コーポレーションの直営となった。
2024年1月22日、株式会社GENDAが2月1日付でシン・コーポレーションの発行済株式の78.59%を取得し、GENDAの傘下入りすることを発表した。

## カラオケBanBan
2024年12月現在、日本全国で370店以上を展開し、うち360店以上が「カラオケBanBan」の店舗である。
店舗の特徴として、閉店したカラオケ店跡への居抜き出店を中心とすることで出店コストを抑え、かつ低価格路線で出店しており、この方式による出店方法は業界随一のノウハウを持つ。殆どの店舗は都市部や都心部等の一等地では無く、郊外地域や都道府県道沿い等の二等地に出店しており、人口の少ない市町村地域にも多く出店している。2016年9月には、経営難に陥っていたシダックス・コミュニティーから閉店店舗の大半を譲受した。また、現在では一般的となったソフトドリンク類のドリンクバーを業界に先駆けて導入するなど、独自のサービスを行っている。
利用には会員登録が必要で、会員登録にはアプリ会員（入会金無料）、カード型会員証の発行（入会金200円）の2種類がある。また近年は、LINE公式アカウントを友達登録することでも会員登録が可能となった。
通信カラオケ機器は、DAMとJOYSOUNDの両方を導入している。